# Veronica dabneyi
Veronica dabneyi Hochst. ex Seub. é uma planta pertencente à família Plantaginaceae (embora considerada por muitos autores como incluída na família Scrophulariaceae, onde tradicionalmente foi integrada), endémica no arquipélago dos Açores, onde apenas se conhecem populações residuais nas ilhas das Flores e do Corvo. A espécie é protegida pela Convenção sobre a Vida Selvagem e os Habitats Naturais na Europa e pela Directiva Habitats.

## Descrição
A Veronica dabneyi é uma espécie perene, lenhosa na base, que pode atingir até 30 cm de altura, com caules em geral procumbentes, mas frequentemente ascendentes. Os caules são em geral recobertos por pilosidade esparsa, constituída por minúsculos tricomas macios.
As folhas são opostas, coreáceas, quase desprovidas de pecíolo, elíptico-ovadas a oblongas, 2,3-4,8 x 1,1-2,5 cm, com margens crenado-serradas, glabras e lustrosas. A página superior é verde-escuro e a inferior mais pálida e algo glauca.
As flores são vistosas, rosadas, agrupando-se em espigas florais (racemos) que emergem das axilas das folhas e atingem os 15 cm de comprimento. Os cálices, 0,3–0,4 cm, com 4 sépalas, são glabros e lustrosos com pedicelos pubescentes, com 0,6-0,9 cm de comprimento. Brácteas 0,2-0,5 cm de comprimento, glabras, raramente mais compridas que o pedicelo. A corola tem 0,7–1,2 cm de diâmetro, com pétalas de cor rosada a lilás, matizadas por 6-8 veios mais escuros.
O fruto é uma cápsula glabra, com 0,5–0,6 x 0,5–0,7 cm, obcordada. As sementes tem 1,1–1,3 x 0,8–1,0 cm, ovadas e de cor amarelada.

## História
A espécie foi descrita pelo botânico alemão Christian Ferdinand Friedrich Hochstetter (1787–1863), que a recolheu em 1838 aquando da sua visita à ilha do Faial, onde era cultivada como ornamental no jardim do cônsul dos Estados Unidos na cidade da Horta. O cônsul era Charles William Dabney, razão pela qual Hochstetter, que foi hóspede da família Dabney durante a sua estadia no Faial, escolheu o epíteto específico dabneyi para a nova espécie. A menção aparece na descrição da espécie, publicada por Moritz August Seubert em 1844. A mesma obra inclui uma gravura com a ilustração científica da espécie.
Já aquando da sua descrição a Veronica dabneyi seria uma raridade e ao longo do século seguinte raramente foi observada na natureza. A última observação comprovada ocorreu em 1938, no bordo interior da Caldeira do Faial, quando foi colhida pelo botânico Luís Gonçalves Sobrinho, que publicou a redescoberta no ano imediato.
A partir daí a planta desapareceu, sendo apenas conhecia a partir de exemplares herborizados e de exemplares em cultura em alguns jardins botânicos. A sua redescoberta na natureza ocorreu em 1999, na ilha das Flores e pouco depois na ilha do Corvo.